# Eurytemora wolterecki
Eurytemora wolterecki is een eenoogkreeftjessoort uit de familie van de Temoridae. De wetenschappelijke naam van de soort is voor het eerst geldig gepubliceerd in 1940 door Mann.